# Johan Lambrecht
 (septembre 2013).
Si vous disposez d'ouvrages ou d'articles de référence ou si vous connaissez des sites web de qualité traitant du thème abordé ici, merci de compléter l'article en donnant les références utiles à sa vérifiabilité et en les liant à la section « Notes et références ».
Johan Lambrecht, né le 2 juillet 1961, est un judoka belge qui évoluait soit dans la catégorie des moins de 65 kg (poids mi-légers) soit dans la catégorie des moins de 71 kg (poids légers).
Il est affilié au judo club de Tielt dans la province de Flandre-Occidentale.

## Palmarès
Johan Lambrecht a fait plusieurs podiums internationaux et a été champion de Belgique sénior en 1980 et en 1982.
En 2011, il est médaillé de bronze au Championnat du monde Masters en moins de 81 kg (poids mi-moyens).